# VikingDanmark
VikingDanmark f.m.b.a. er en dansk leverandør af tyresæd og staldudstyr. VikingDanmark er organiseret som en forening med begrænset ansvar og den ejes af 3.720 kvæglandmænd, hvor hovedparten af omsætningen stammer fra 2.000 mælkeproducenter. Virksomheden har hovedkvarter i Aarhus og er efter flere fusioner i dag Danmarks eneste tilbageværende kvægavlsforening.

## Historie
Det begyndte med Kvægavlsforeningen Taurus, der blev etableret i 1991. I 2003 skiftede den navn til Kvægavlsforeningen Dansire. I 2008 blev VikingDanmark-navnet indført. 
Forud for dette var der gået flere år med talrige fusioner imellem kvægavlsforeninger. I 1950 var der 101 kvægavlsforeninger i Danmark.